# Carsten Berthelsen
Carsten Berthelsen (født 11. marts 1951 i København i Danmark) er en dansk forfatter, foredragsholder, oversætter og forlagskonsulent. Carsten har ekspertise indenfor populærkultur, kulturhistorie, musik og øl.
Han har udgivet bøgerne Morten og Det Danske Guld – Morten Korch for begyndere (1998) og Peter Den Store – en bog om Peter Malberg (1998), samt adskillige bøger om øl.
I 2004 medvirkede han i DK4 tv-julekalenderen Den Lystige Julekalender, som tog udgangspunkt i hans bog Juleøl – skik og brug.
Berthelsen modtog i 2007 Danske Ølentusiasters hæderspris. På ølfestivalen i maj 2013 blev Berthelsen udnævnt til æresmedlem af Danske Ølentusiaster, hvilket gjorde ham til den 3. i landet.
I 2017 og 2019 medvirkede han i tv-voksen-julekalenderen Natholdets Julekalender. Julekalenderen blev gentaget i 2020.